# Thomas Vallentin
Thomas Vallentin (* 1946; † 3. Februar 2023 in Berlin) war ein deutscher Regisseur und Schauspiellehrer.

## Leben und künstlerisches Wirken
Thomas Vallentin war der Sohn des Regisseurs und Intendanten Maxim Vallentin. Er begann seine schauspielpädagogische Arbeit an der Rostocker Außenstelle der Hochschule für Schauspielkunst Ernst Busch und lehrte dort weiter, als diese 1994 in die Hochschule für Musik und Theater Rostock überging. Von da an war er Professor am Institut für Schauspiel dieser Hochschule. Vallentin galt als Spezialist für das politische Theater von Bertolt Brecht. In seiner Funktion als Prorektor war er wesentlich an der Entwicklung der neuen Gesamthochschule für Musik und Theater beteiligt. Am 19. Februar 1994 fand mit „Jubiläum“ von George Tabori unter seiner Regie im Katharinensaal die erste Premiere der Hochschulneugründung statt. Vallentin hatte großen Anteil daran, dass sich das Institut für Schauspiel neben den anderen schauspielausbildendenden Institutionen Deutschlands, Österreichs und der Schweiz nachhaltig etablieren konnte. Ebenso hat Vallentin das Theatertreffen deutschsprachiger Schauspielstudierender durch seine Mitarbeit in der Europäische Theaterakademie „Konrad Ekhof“, deren Geschäftsführer er mehrere Jahre lang war, wesentlich mitgeprägt. Als Regisseur war er 1975 für die Erstaufführung von Heiner Müllers „Traktor“ am Landestheater Neustrelitz verantwortlich. An der Volksbühne Berlin führte er bei den Uraufführungen „Herakles 5“ von Heiner Müller und „Vom hungrigen Hennecke“ von Christoph Hein Regie. Weitere Inszenierungen waren u. a. 1978 „Das wirkliche Leben des Jakob Geherda“ von Bertolt Brecht am Volkstheater Rostock und „Der Campiello“ von Carlo Goldoni 1987 am Mecklenburgischen Staatstheater Schwerin.